# 1830
| 1830               |
| ------------------ |
| Dødsfald - Fødsler |
| • Begivenheder     |

| Gregoriansk kalender | 1830 MDCCCXXX           |
| Ab urbe condita      | 2583                    |
| Armensk kalender     | 1279 ԹՎ ՌՄՀԹ            |
| Kinesiske kalender   | 4526 – 4527 己丑 – 庚寅 |
| Etiopisk kalender    | 1822 – 1823             |
| Jødisk kalender      | 5590 – 5591             |
| Hindukalendere       |                         |
| - Vikram Samvat      | 1885 – 1886             |
| - Shaka Samvat       | 1752 – 1753             |
| - Kali Yuga          | 4931 – 4932             |
| Iransk kalender      | 1208 – 1209             |
| Islamisk kalender    | 1246 – 1247             |

Konge i Danmark: Frederik 6. 1808-1839
Se også 1830 (tal)

## Begivenheder

### Februar
- et maleri af åbningen af Liverpool - Manchester banen d. 15. september 18303. februar – Med London-protokollen anerkendes Grækenlands krav på selvstændighed og suverænitet fra det Osmanniske Rige efter den græske uafhængighedskrig, men bliver ikke ført ud i livet pga. Julirevolutionen i Frankrig og uenighed om hvor grænsen mod nord skulle trækkes, hvilket gør det følges op af Konstantinopeltraktaten i 1832.

### April
- 6. april - Mormonkirken grundlægges i New York af Joseph Smith

### Maj
- 13. maj - republikken Ecuador bliver stiftet, med Jose Flores som præsident

### Juni
- 12. juni - Frederik VI, det første danskbyggede dampskib, løber af stablen

### Juli
- 5. juli - Frankrig angriber byen Algier som indledning på erobring af Algeriet

### August
- 25. august - den belgiske revolution bryder ud efter opførelsen af teaterforestillingen Den Stumme i Portici i Bruxelles. Resultatet af denne revolution bliver Belgiens selvstændighed som nation

### September
- 15. september – Den første jernbane med passagerbefordring åbnes. Det var Liverpool-Manchester Jernbane mellem Manchester og Liverpool i England

### Oktober
- 4. oktober - Belgien udskilles af Nederlandene og bliver selvstændig[1]
- 27. oktober - Antwerpen bliver bombet fra søsiden

### December
- 20. december - med baggrund i Londonprotokollen, anerkender de europæiske stormagter med Belgiens uafhængighed på grundlag en streng neutralitet

## Født
- 5. april – Vilhelm Petersen, dansk arkitekt (død 1913).
- 12. juni – Thorvald Krak, dansk forlægger. (død 1908).
- 10. december – Emily Dickinson, amerikansk digter. (død 1886).
- 13. december – Mathilde Fibiger, dansk forfatter. (død 1872).

## Dødsfald
- 26. juni – Georg IV, konge af England.
- 17. december – Den sydamerikanske frihedshelt Simon Bolivar, der befriede store dele af kontinentet fra spansk herredømme, dør af tuberkulose, 47 år gammel